# 路年継
路 年継（みち の としつぐ、天平宝字2年（758年） - 天長4年6月24日（827年7月21日））は、平安時代初期の貴族。姓は真人。正七位上・路正道の子。官位は従四位下・尾張守。

## 経歴
延暦22年（803年）従五位下・兵部少輔に任ぜられ、のち出雲守に転じる。平城朝では三河介・兵部少輔を務める。
嵯峨朝では宮内少/大輔を務めたのち、相模介として地方官に転じるが治績を挙げて相模守に昇格した。またこの間、弘仁7年（816年）従五位上、弘仁10年（819年）正五位下、弘仁13年（822年）従四位下と嵯峨朝後半に順調に昇進を果たしている。のち、河内守・修理大夫を歴任する。
淳和朝の天長3年（826年）丹波守に任ぜられるが、まもなく尾張守に転任した。天長4年（827年）6月24日卒去。享年70。最終官位は尾張守従四位下。

## 人物
文才はなかったが、精勤し怠ることがなかった。

## 官歴
『日本後紀』による。
- 延暦22年（803年） 日付不詳：従五位下。日付不詳：兵部少輔
- 時期不詳：出雲守
- 延暦25年（806年） 正月28日：三河介。2月10日：兵部少輔
- 弘仁5年（814年） 9月25日：宮内少輔
- 弘仁6年（815年） 正月12日：宮内大輔
- 時期不詳：相模介
- 弘仁7年（816年） 正月7日：従五位上
- 弘仁10年（819年） 正月7日：正五位下
- 時期不詳：相模守
- 弘仁13年（822年） 正月7日：従四位下
- 時期不詳：河内守。修理大夫
- 天長3年（826年） 日付不詳：丹波守。日付不詳：尾張守
- 天長4年（827年） 6月24日：卒去（尾張守従四位下）

## 系譜
- 父：路正道[1]
- 母：不詳